# کانال سنت جورج

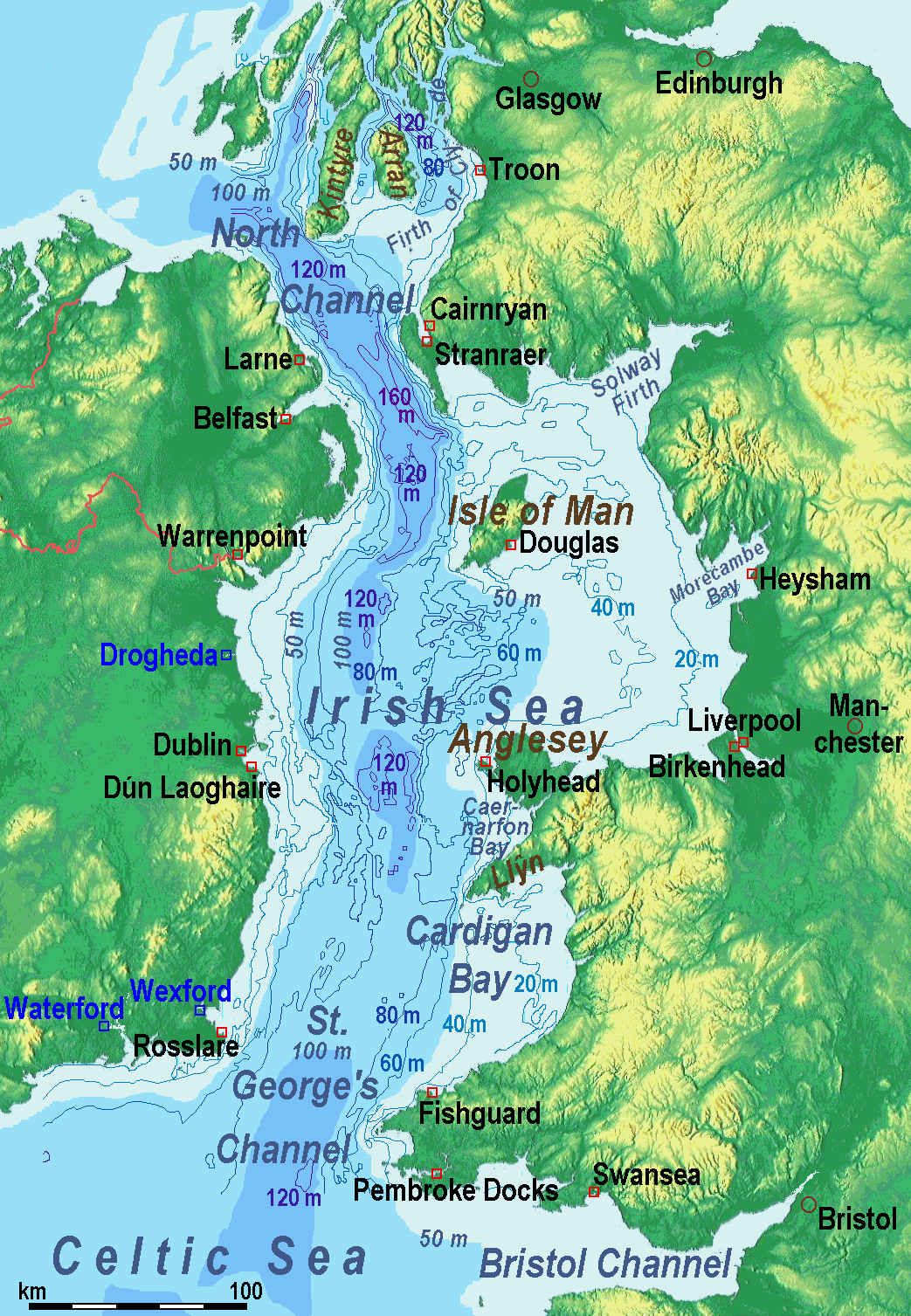
کانال سنت جورج در جنوب دریای ایرلند

«کانال سنت جورج» (انگلیسی: St George's Channel، ویلزی: Sianel San Siôr، ایرلندی: Muir Bhreatan) یا «کانال ایرلند» یک کانال دریایی میان دریای ایرلند در شمال و دریای سلتی در جنوب غربی است.
کهن‌ترین کاربرد نام «کانال سنت جورج» مربوط به سال ۱۵۷۸ در دومین سفر مارتین فروبیشر است. گفته شده که طبق افسانه‌ها جرجیس (سنت جورج) از امپراتوری بیزانس به بریتانیای روم سفر کرده و از طریق این کانال که به نام اوست به بریتانیا وارد شده‌است.